# Anna W. Thorbjörnsson
Anna W Thorbjörnsson, född 1974 i Halmstad, är en svensk fotograf, författare, filmare, resejournalist och konstnär.    

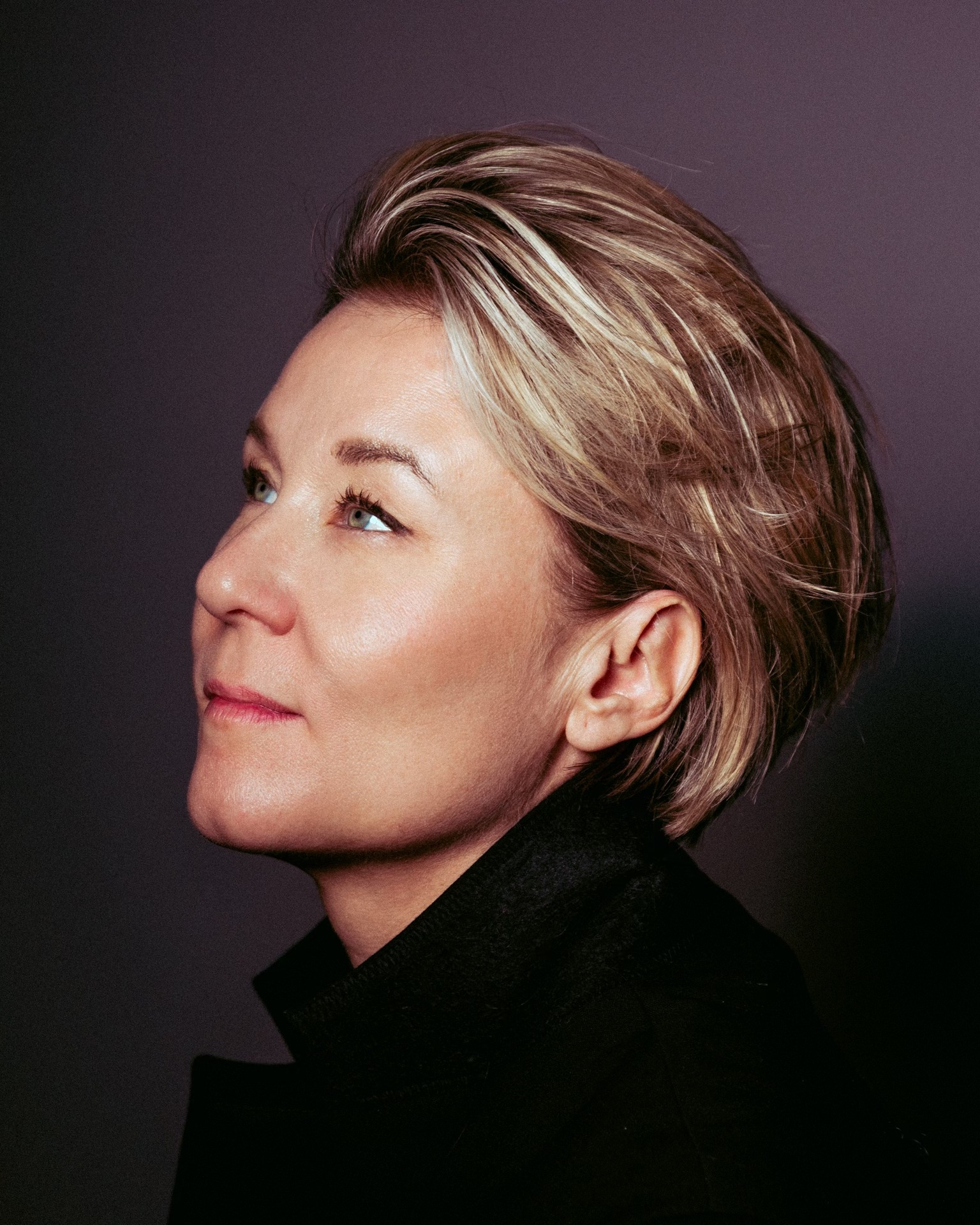
Self portrait, Anna W. Thorbjörnsson

Hon var Lundaekonomernas studentkårs första ordförande (1995-1996). Efter en karriär i näringslivet som avslutades som marknads- och försäljningsdirektör på Bredbandsbolaget bytte hon 2008 bana och startade som fotograf och filmare produktionsbolaget Whitestar med egen studio i Stockholm. Thorbjörnsson fotograferar framförallt porträtt, bland annat på operaartister som till exempel Anna Larsson och Hedvig Jalhed. Sedan 2016 är Thorbjörnsson också verksam som författare med ett antal publicerade titlar på flera förlag.
Thorbjörnsson har tillsammans med Marko T Wramén fått uppmärksamhet i Kanada, Frankrike och Nederländerna med undervattenskonstfotoprojektet Waterlife. I maj 2019 valdes hennes konstprojekt The Female Eye ut att delta i den internationella fotofestivalen Festival Européen de la Photo de Nu med hängning av bilderna i kyrkan Saint-Anne på Place de la Republique i Arles. Under pandemin 2020 och 2021 skapade hon konstprojektet Quarantine Queen som bland annat publicerades i en fotobok. 2022 visades flera av hennes bilder under en grupputställning på Falsterbo Photo Art Museum på temat Nude and Famous? tillsammans med världsnamn, bland andra Anton Corbijn, David LaChapelle och Chen Man.  

## Filmografi
- 2014 Alles was war (med Marko T Wramén), musikvideo med The Headlines